# Nastberg
Der Nastberg (frühere Schreibweise Nast-Berg), bisweilen auch als Naßberg bezeichnet, ist ein Schlackenkegel-Vulkan in Andernach-Eich. Er liegt im Ostteil der naturräumlichen Teileinheit Laacher Kuppenland und damit in der naturräumlichen Untereinheit Laacher Vulkane die zur naturräumlichen Haupteinheit Unteres Mittelrheingebiet gehört.
Der Vulkan ist heute nur noch zum Teil erhalten. Die Ausbruchszentren und der östliche Wallbereich fehlen.

## Entstehung
Vor circa 225.000 Jahren traf aufsteigendes Magma auf Wasser und es kam zu einer Wasserdampfexplosion, einer phreatomagmatischen Eruption. Durch diese „explosive Maarphase“ entstand ein Maar-Vulkan mit einem Tuffring. Später kam es zu einer magmatischen Eruption. Magma stieg ungehindert zur Erdoberfläche auf und Lavafontänen bildeten den ersten Schlackenkegel. Nach einer Ruhephase stieg erneut Magma auf, jedoch nicht im bisherigen Kraterbereich. Entlang einer neu entstandenen Spalte kam es zu einem explosiven Ausbruch; die älteren Schichten wurden angehoben und Teile des alten Schlackenwalls brachen ab und kippten zur Seite. Dieser Vorgang kann heute in der Grube Nord nachvollzogen werden, wo sich die Überreste befinden.
Eine weitere magmatische Eruption mit Lavafetzen und Lavafontänen folgte und hinterließ den mächtigen Schlackenwall der heutigen Grube Süd.
Anschließend bildeten sich drei kleinere seitliche Schlackenkegel auf der südwestlichen Vulkanflanke, wahrscheinlich weil der Hauptschlot verstopft war.
Zu diesem oder einem späteren Zeitpunkt rutschte die nordöstliche Flanke des Nastbergs ab und stürzte in den Krater hinein.

## Gesteinsabbau
Zur Gewinnung von Baumaterial wurde der Schlackenkegel im 20. Jahrhundert an mehreren Stellen ausgebeutet. Eine Vielzahl an Häusern in Andernach-Eich sind mit den Krotzen erbaut.

## Nastberg heute
Der Vulkan ist heute nur noch zum Teil erhalten. Die Ausbruchszentren und der östliche Wallbereich fehlen. Zwei Gruben, die Grube Nord und die Grube Süd, ermöglichen einen Blick in die Entstehungsgeschichte des Vulkans.
Der Nastberg ist ein Naturschutzgebiet und ein Landschaftsdenkmal im Vulkanpark im Landkreis Mayen-Koblenz der VULKANPARK GmbH. Ein Fußweg, auf dem circa 50 Höhenmeter überwunden werden müssen, führt entlang von Infotafeln hinauf auf den Gipfel mit Gipfelkreuz. Vom Gipfelplateau (317,4 m ü. NHN) reicht der Blick über das Neuwieder Becken hinaus bis in den Westerwald und Hunsrück.

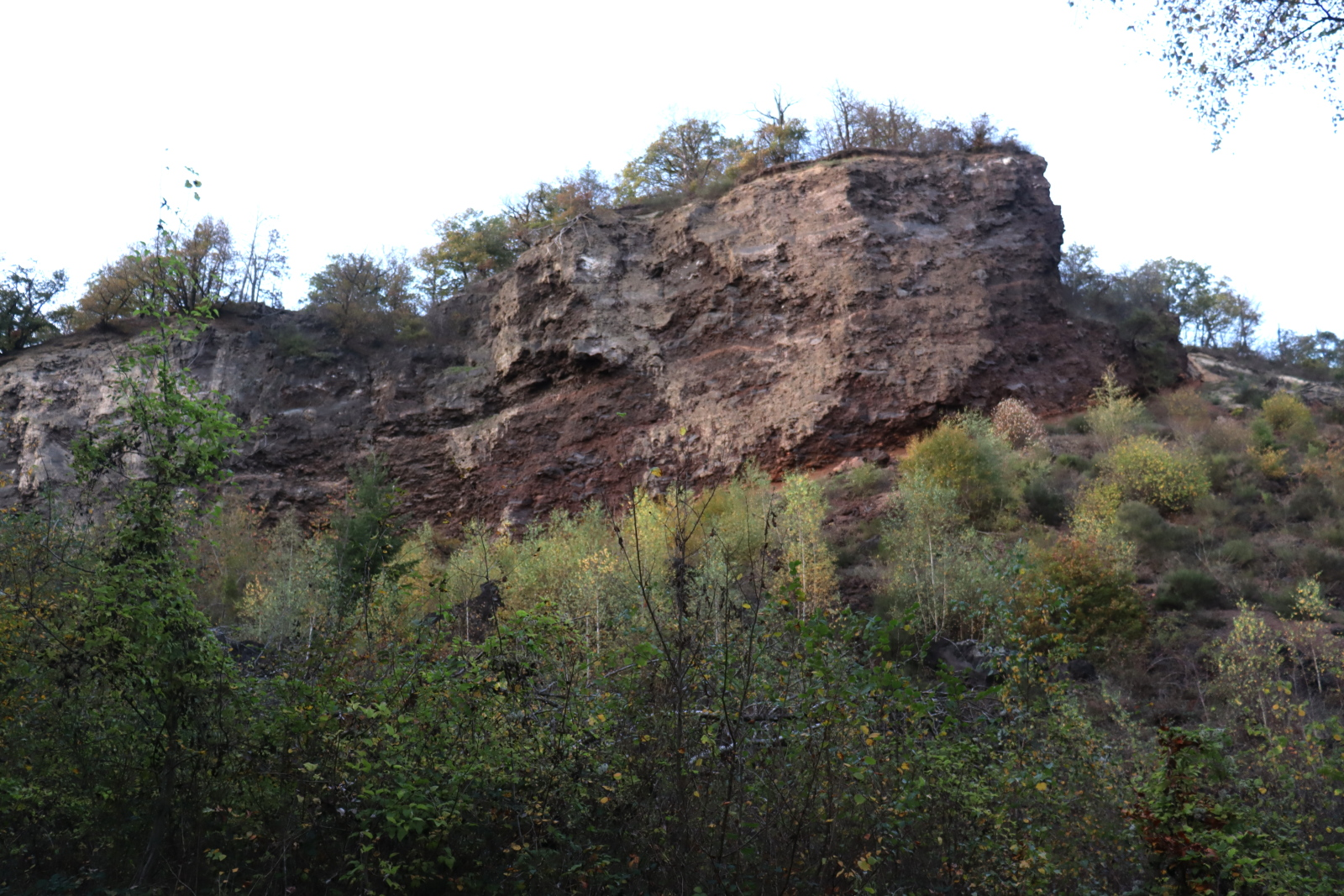
Reste des Schlackenkegelvulkans Nastberg Grube Süd mit Bimsschicht, Schlackenwall und Tuffring (v. o. n. u.)
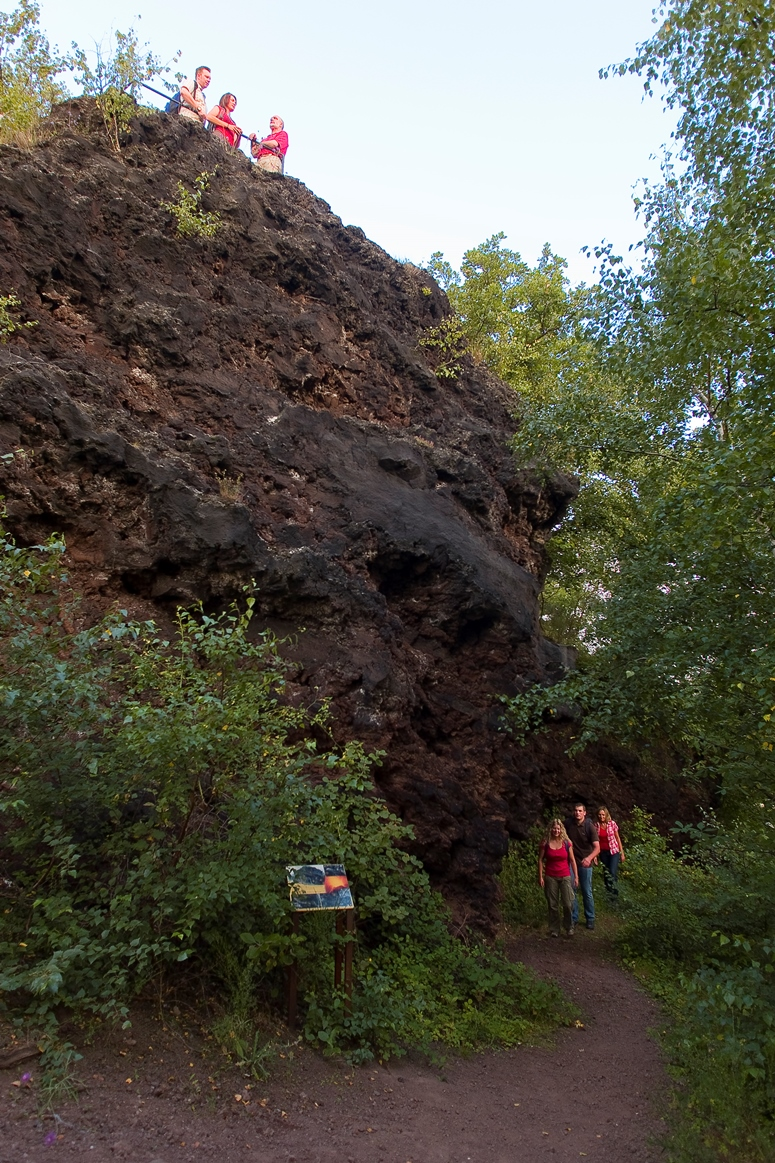
Am Nastberg